# Erioptera quadrihamata
Erioptera quadrihamata là một loài ruồi trong họ Limoniidae. Chúng phân bố ở miền Cổ bắc.